# Festival de Cannes 2024
Le Festival de Cannes 2024, 77e édition de la manifestation, se déroule du 14 au 25 mai 2024 au Palais des festivals, à Cannes. La présidente du jury est l'actrice et réalisatrice Greta Gerwig.

## Faits marquants
Le 14 décembre 2023, les organisateurs dévoilent les dates de la 77e édition du Festival de Cannes, fixées du 14 au 25 mai 2024, et annoncent que l'actrice et réalisatrice américaine Greta Gerwig sera la présidente du jury. Thierry Frémaux et Iris Knobloch déclarent que « ce choix est une évidence tant Greta Gerwig incarne audacieusement le renouveau du cinéma mondial ». La réalisatrice connaît le triomphe critique et commercial avec Barbie. C'est, en 77 ans, la douzième femme à tenir ce rôle après Cate Blanchett en 2018, Jane Campion en 2014, Isabelle Huppert en 2009, Liv Ullmann en 2001, Isabelle Adjani en 1997, Jeanne Moreau en 1995 et en 1975, Françoise Sagan en 1979, Ingrid Bergman en 1973, Michèle Morgan en 1971, Sophia Loren en 1966 et Olivia de Havilland en 1965.
Le 29 février 2024, il est annoncé que l'acteur et réalisateur canadien Xavier Dolan présidera le jury Un certain regard. Il fut lauréat du Prix du Jury en 2014 pour Mommy et du Grand Prix en 2016 pour Juste la fin du monde et fut membre du jury en 2015 sous la présidence de Joel et Ethan Coen.
Le 1er mars 2024, il est annoncé que le réalisateur belge Lukas Dhont présidera le jury de la Queer Palm.
Le 14 mars 2024, il est annoncé que l'actrice Camille Cottin sera la maîtresse des cérémonies d'ouverture et de clôture.
Le 19 mars 2024, l'affiche de la Quinzaine des cinéastes est dévoilée. Il s'agit d'une peinture de l'acteur, cinéaste et artiste japonais Takeshi Kitano. Le lendemain, c'est au tour de l'affiche de la Semaine de la critique d'être dévoilée, représentant l'actrice Hafsia Herzi dans un plan du film Le Ravissement d'Iris Kaltenbäck.
Le 21 mars 2024, un premier film est sélectionné dans la section hors compétition. Il s'agit de Furiosa : Une saga Mad Max de George Miller. Le même jour, le réalisateur français Nicolas Philibert est annoncé à la présidence du jury de L'Œil d'or.
Le 3 avril 2024, le film d'ouverture est dévoilé. Il s'agit du film Le Deuxième Acte de Quentin Dupieux.
Le 5 avril 2024, il est annoncé que le réalisateur espagnol Rodrigo Sorogoyen présidera le jury de la Semaine de la critique.
Le 8 avril 2024, un nouveau film rejoint la section hors compétition. Il s'agit du western Horizon de Kevin Costner.
Le 9 avril 2024, il est annoncé que la réalisatrice britannique Andrea Arnold recevra le Carrosse d'or pour l'ensemble de sa carrière. Le même jour, il est annoncé que le cinéaste américain George Lucas recevra une Palme d'honneur pour l'ensemble de sa carrière.
Le 17 avril 2024, il est annoncé que le Festival remettra une Palme d'honneur au Studio Ghibli pour l'ensemble de ses créations et de son influence sur le monde de l'animation, devenant ainsi la toute première Palme d'honneur remise à un collectif.
Le 19 avril 2024, l’affiche de la 77e édition du Festival de Cannes est dévoilée. Il s’agit d'un extrait du film Rhapsodie en août d'Akira Kurosawa.
Le 21 avril 2024, les compléments de sélection sont dévoilés. Ainsi, La Plus Précieuse des marchandises de Michel Hazanavicius, Trois kilomètres jusqu'à la fin du monde d'Emanuel Pârvu et Les Graines du figuier sauvage de Mohammad Rasoulof complètent la compétition.
Le 22 avril 2024, le jury de la Cinéfondation et des courts métrages est dévoilé. Il sera présidé par l'actrice Lubna Azabal.
Le 29 avril 2024, le jury de la compétition officielle est dévoilé. Présidé par Greta Gerwig, il est composé de la scénariste Ebru Ceylan, des actrices Lily Gladstone et Eva Green, de la réalisatrice Nadine Labaki ; des acteurs Pierfrancesco Favino et Omar Sy ainsi que des réalisateurs Juan Antonio Bayona et Hirokazu Kore-eda.
Le 2 mai 2024, il est annoncé que l'actrice américaine Meryl Streep recevra une Palme d'honneur pour l'ensemble de sa carrière lors de la cérémonie d'ouverture.
Le 13 mai les organisateurs du Festival annoncent la présence de la flamme olympique le 21 mai sur le tapis rouge, portée par Arnaud Assoumani entouré par Tony Estanguet, Marie-José Pérec, Thierry Rey, Iliana Rupert, Marie Patouillet, Nélia Barbosa, Alexis Hanquinquant, Christine Caron et Brahim Asloum,, à l'occasion de la projection du documentaire inédit Olympiques ! La France des Jeux de Mickaël Gamrasni,.
En sélection officielle, le court métrage Moi aussi de Judith Godrèche, traitant des violences sexuelles et sexistes dans le cinéma français, est projeté lors de la cérémonie d’ouverture d'Un certain regard, puis visible au Cinéma de la Plage.
Lors du Festival, la ministre de la Culture Rachida Dati annonce qu'un « responsable enfants » sera obligatoire dès cet été pour les tournages intégrant des mineurs. Cette mesure sera une condition pour recevoir les aides publiques.

## Jurys

### Longs métrages
| Nom | Nom                               | Qualité                               | Nationalité |
| --- | --------------------------------- | ------------------------------------- | ----------- |
|     | Greta Gerwig (présidente du jury) | Réalisatrice, scénariste et actrice   | États-Unis  |
|     | Ebru Ceylan                       | Scénariste et photographe             | Turquie     |
|     | Lily Gladstone                    | Actrice                               | États-Unis  |
|     | Eva Green                         | Actrice                               | France      |
|     | Nadine Labaki                     | Réalisatrice et scénariste            | Liban       |
|     | Juan Antonio Bayona               | Réalisateur, scénariste et producteur | Espagne     |
|     | Pierfrancesco Favino              | Acteur                                | Italie      |
|     | Hirokazu Kore-eda                 | Réalisateur                           | Japon       |
|     | Omar Sy                           | Acteur et producteur                  | France      |

### Caméra d'or
| Nom                                       | Qualité                                                 | Nationalité                               |
| ----------------------------------------- | ------------------------------------------------------- | ----------------------------------------- |
| Baloji (co-président du jury)             | Réalisateur, auteur-compositeur et directeur artistique | République démocratique du Congo Belgique |
| Emmanuelle Béart (co-présidente du jury)  | Actrice, réalisatrice et productrice                    | France                                    |
| Gilles Porte (représentant de l'AFC)      | Directeur de la photographie                            | France                                    |
| Pascal Buron (représentant de la FICAM)   | DGA RH et supports TSF Cinéma                           | France                                    |
| Zoé Wittock (représentante de la SRF)     | Réalisatrice et scénariste                              | Belgique                                  |
| Nathalie Chifflet (représentante du SFCC) | Cheffe de rubrique cinéma EBRA, trésorière du SFCC      | France                                    |

### Un certain regard
| Nom                              | Qualité                           | Nationalité          |
| -------------------------------- | --------------------------------- | -------------------- |
| Xavier Dolan (président du jury) | Acteur, réalisateur et scénariste | Canada               |
| Maïmouna Doucouré                | Réalisatrice et scénariste        | France Sénégal       |
| Asmae El Moudir                  | Réalisatrice et scénariste        | Maroc                |
| Vicky Krieps                     | Actrice                           | Allemagne Luxembourg |
| Todd McCarthy                    | Critique                          | États-Unis           |

### Cinéfondation et courts métrages
| Nom                               | Qualité                                 | Nationalité |
| --------------------------------- | --------------------------------------- | ----------- |
| Lubna Azabal (présidente du jury) | Actrice                                 | Belgique    |
| Marie-Castille Mention-Schaar     | Réalisatrice, scénariste et productrice | France      |
| Paolo Moretti                     | Programmateur cinéma                    | Italie      |
| Claudine Nougaret                 | Productrice et réalisatrice             | France      |
| Vladimir Perišić                  | Réalisateur et scénariste               | Serbie      |

### Semaine de la critique
| Nom                                | Qualité                       | Nationalité |
| ---------------------------------- | ----------------------------- | ----------- |
| Sylvie Pialat (présidente du jury) | Productrice                   | France      |
| Iris Kaltenbäck                    | Réalisatrice                  | France      |
| Eliane Umuhire                     | Actrice                       | Rwanda      |
| Virginie Surdej                    | Directrice de la photographie | Belgique    |
| Ben Croll                          | Journaliste et critique       | Canada      |

Le réalisateur espagnol Rodrigo Sorogoyen devait à l'origine présider le jury. En raison de circonstances personnelles, il renonce à la charge. Sylvie Pialat, à l'origine jurée, le remplace à la présidence. Iris Kaltenbäck est également ajoutée au jury.

### L'Œil d'or
| Nom                                   | Qualité                   | Nationalité |
| ------------------------------------- | ------------------------- | ----------- |
| Nicolas Philibert (président du jury) | Réalisateur et scénariste | France      |

### Queer Palm
| Nom                             | Qualité                         | Nationalité           |
| ------------------------------- | ------------------------------- | --------------------- |
| Lukas Dhont (président du jury) | Réalisateur et scénariste       | Belgique              |
| Juliana Rojas                   | Réalisatrice                    | Brésil                |
| Sophie Letourneur               | Réalisatrice et actrice         | France                |
| Hugo Bardin (Paloma)            | Acteur, réalisateur, drag queen | France                |
| Jad Salfiti                     | Journaliste                     | Royaume-Uni Palestine |

## Sélections

### Sélection officielle
La sélection officielle est annoncée lors d'une conférence de presse le 11 avril 2024.

#### Compétition
| Titre                                                                           | Réalisation          | Distribution | Pays                                       |
| ------------------------------------------------------------------------------- | -------------------- | --- | ------------------------------------------ |
| The Apprentice                                                                  | Ali Abbasi           | Sebastian Stan, Jeremy Strong, Maria Bakalova, Martin Donovan                                                                                                  | États-Unis                                 |
| Motel Destino                                                                   | Karim Aïnouz         | Nataly Rocha, Iago Xavier, Fábio Assunção | Brésil                                     |
| Bird                                                                            | Andrea Arnold        | Barry Keoghan, Franz Rogowski, Nykiya Adams | Royaume-Uni                                |
| Emilia Pérez                                                                    | Jacques Audiard      | Karla Sofía Gascón, Zoe Saldaña, Selena Gomez, Édgar Ramírez                                                                                                   | France, Mexique                            |
| Anora                                                                           | Sean Baker           | Mikey Madison, Iouri Borissov, Mark Eydelshteyn, Ivy Wolk | États-Unis                                 |
| Megalopolis                                                                     | Francis Ford Coppola | Adam Driver, Nathalie Emmanuel, Giancarlo Esposito, Shia LaBeouf, Aubrey Plaza, Jon Voight, Jason Schwartzman, Dustin Hoffman, Talia Shire, Laurence Fishburne | États-Unis                                 |
| Les Linceuls (The Shrouds)                                                      | David Cronenberg     | Vincent Cassel, Diane Kruger, Guy Pearce, Sandrine Holt | Canada, France                             |
| The Substance                                                                   | Coralie Fargeat      | Demi Moore, Margaret Qualley, Dennis Quaid, Hugo Diego Garcia, Gore Abrams, Oscar Lesage                                                                       | États-Unis                                 |
| Grand Tour                                                                      | Miguel Gomes         | Gonçalo Waddington, Crista Alfaiate | Portugal                                   |
| La Plus Précieuse des marchandises                                              | Michel Hazanavicius  | Jean-Louis Trintignant, Dominique Blanc, Grégory Gadebois, Denis Podalydès                                                                                     | France                                     |
| Marcello mio                                                                    | Christophe Honoré    | Chiara Mastroianni, Catherine Deneuve, Benjamin Biolay, Melvil Poupaud, Fabrice Luchini, Nicole Garcia                                                         | France                                     |
| Les Feux sauvages (风流一代)                                                    | Jia Zhangke          | Zhao Tao, Zhubin Li | Chine                                      |
| All We Imagine as Light                                                         | Payal Kapadia        | Kani Kusruti, Divya Prabha, Hridhu Haroon | France, Inde, Pays-Bas, Luxembourg, Italie |
| Kinds of Kindness                                                               | Yórgos Lánthimos     | Emma Stone, Willem Dafoe, Jesse Plemons, Margaret Qualley, Hong Chau, Joe Alwyn, Mamoudou Athie, Hunter Schafer                                                | Irlande, Royaume-Uni, États-Unis           |
| L'Amour ouf                                                                     | Gilles Lellouche     | François Civil, Adèle Exarchopoulos, Mallory Wanecque, Alain Chabat, Benoît Poelvoorde, Vincent Lacoste, Karim Leklou                                          | France                                     |
| Trois kilomètres jusqu'à la fin du monde (Trei kilometri pana la capatul lumii) | Emanuel Pârvu        | Bogdan Dumitrache | Roumanie                                   |
| Diamant brut (En compétition pour la Caméra d’or)                               | Agathe Riedinger     | Malou Khebizi, Idir Azougli, Andréa Bescond, Alexis Manenti | France                                     |
| Les Graines du figuier sauvage (دانه انجیر مقدس)                                | Mohammad Rasoulof    | | Iran                                       |
| Oh, Canada                                                                      | Paul Schrader        | Richard Gere, Jacob Elordi, Uma Thurman, Michael Imperioli, Kristine Frøseth, Penelope Mitchell                                                                | États-Unis                                 |
| Limonov, la ballade (Limonov: The Ballad of Eddie)                              | Kirill Serebrennikov | Ben Whishaw, Viktoria Miroshnichenko, Tomas Arana, Maria Mashkova, Odin Biron, Sandrine Bonnaire, Louis-Do de Lencquesaing, Corrado Invernizzi                 | France, Italie                             |
| Parthenope                                                                      | Paolo Sorrentino     | Celeste Dalla Porta, Silvio Orlando, Silvia Degrandi, Gary Oldman, Luisa Ranieri, Isabella Ferrari, Peppe Lanzetta                                             | Italie                                     |
| La Jeune Femme à l'aiguille (Pigen med nålen)                                   | Magnus von Horn      | Trine Dyrholm, Victoria Carmen Sonne, Besir Zeciri, Joachim Fjelstrup, Ari Alexander                                                                           | Danemark                                   |

#### Un Certain Regard
| Titre                                                                                                | Réalisation            | Pays            |
| --- | ---------------------- | --------------- |
| When the Light Breaks (film d'ouverture)                                                             | Rúnar Rúnarsson        | Islande         |
| Norah                                                                                                | Tawfik Alzaidi         | Arabie saoudite |
| The Shameless                                                                                        | Konstantin Bojanov     | Bulgarie        |
| Black Dog                                                                                            | Guan Hu                | Chine           |
| L’Histoire de Souleymane                                                                             | Boris Lojkine          | France          |
| Les Damnés                                                                                           | Roberto Minervini      | Italie          |
| On Becoming a Guinea Fowl                                                                            | Rungano Nyoni          | Zambie          |
| My Sunshine                                                                                          | Hiroshi Okuyama        | Japon           |
| Santosh                                                                                              | Sandhya Suri           | Inde            |
| Viêt and Nam                                                                                         | Truong Minh Quý        | Vietnam         |
| Flow                                                                                                 | Gints Zilbalodis       | Lettonie        |
| Armand (rebaptisé La Convocation) (En compétition pour la Caméra d’or)                               | Halfdan Ullmann Tøndel | Norvège         |
| Niki (En compétition pour la Caméra d’or)                                                            | Céline Sallette        | France          |
| Le Royaume (En compétition pour la Caméra d’or)                                                      | Julien Colonna         | France          |
| Vingt Dieux (En compétition pour la Caméra d’or)                                                     | Louise Courvoisier     | France          |
| Le Procès du chien (En compétition pour la Caméra d’or)                                              | Lætitia Dosch          | France          |
| Le Village aux portes du paradis (The Village Next to Paradise) (En compétition pour la Caméra d'or) | Mo Harawe              | Somalie         |
| September and July (September Says) (En compétition pour la Caméra d’or)                             | Ariane Labed           | Grèce           |

#### Hors compétition
| Titre                                                                             | Réalisation                                      | Pays                 |
| --------------------------------------------------------------------------------- | ------------------------------------------------ | -------------------- |
| Le Deuxième Acte (film d'ouverture)                                               | Quentin Dupieux                                  | France               |
| Furiosa : Une Saga Mad Max (Furiosa: A Mad Max Saga)                              | George Miller                                    | Australie États-Unis |
| Horizon : Une saga américaine, chapitre 1 (Horizon: An American Saga – Chapter 1) | Kevin Costner                                    | États-Unis           |
| Le Comte de Monte-Cristo                                                          | Alexandre de La Patellière et Matthieu Delaporte | France               |
| She's Got No Name (酱园弄, Jiàngyuán nòng)                                        | Peter Chan                                       | Chine                |
| Rumours, nuit blanche au sommet (Rumours)                                         | Guy Maddin, Evan et Galen Johnson                | Canada               |

#### Séances de minuit
| Titre                             | Réalisation     | Pays               |
| --------------------------------- | --------------- | ------------------ |
| The Surfer                        | Lorcan Finnegan | Australie, Irlande |
| City of Darkness (九龍城寨之圍城) | Soi Cheang      | Hong Kong          |
| Vétéran 2 (베테랑 2)              | Ryoo Seung-wan  | Corée du Sud       |
| Les Femmes au balcon              | Noémie Merlant  | France             |

#### Cannes Première
| Titre                    | Réalisation                  | Pays            |
| ------------------------ | ---------------------------- | --------------- |
| Miséricorde              | Alain Guiraudie              | France          |
| C'est pas moi            | Leos Carax                   | France          |
| Everybody Loves Touda    | Nabil Ayouch                 | Maroc France    |
| En fanfare               | Emmanuel Courcol             | France          |
| Rendez-vous avec Pol Pot | Rithy Panh                   | France Cambodge |
| Le Roman de Jim          | Arnaud et Jean-Marie Larrieu | France          |
| Maria                    | Jessica Palud                | France          |
| Vivre, mourir, renaître  | Gaël Morel                   | France          |

#### Cinéfondation
| Titre                                     | Réalisation       | École                                          | Pays         |
| ----------------------------------------- | ----------------- | ---------------------------------------------- | ------------ |
| Crow Man                                  | Yohann Abdelnour  | Académie libanaise des beaux-arts              | Liban        |
| Banished Love                             | Xiwen Cong        | Académie de cinéma de Pékin                    | Chine        |
| Praeis                                    | Dovydas Drakšas   | London Film School                             | Royaume-Uni  |
| Echoes                                    | Robinson Drossos  | École nationale supérieure des arts décoratifs | France       |
| Mauvais coton’                            | Nicolas Dumaret   | La Fémis                                       | France       |
| Terminal                                  | East Elliott      | Université de New York                         | États-Unis   |
| Elevación                                 | Gabriel Esdras    | Université de Guadalajara                      | Mexique      |
| In Spirito                                | Nicolò Folin      | Centro sperimentale di cinematografia          | Italie       |
| The Deer's Tooth                          | Saif Hammash      | Académie Dar al-Kalima des Arts et Cultures    | Palestine    |
| Plevel                                    | Pola Kazak        | Académie du cinéma de Prague                   | Tchéquie     |
| The Chaos She Left Behind                 | Nikos Kolioukos   | Université Aristote de Thessalonique           | Grèce        |
| Forest of Echoes                          | Yoori Lim         | Université nationale des arts de Corée         | Corée du Sud |
| Bunnyhood                                 | Mansi Maheshwari  | National Film and Television School            | Royaume-Uni  |
| Sunflowers were the first ones to know... | Chidananda S Naik | Film and Television Institute of India         | Inde         |
| Withered Blossoms                         | Lionel Seah       | Australian Film, Television and Radio School   | Australie    |
| Out the Window Through the Hall           | Asya Segalovich   | Université Columbia                            | États-Unis   |
| Three                                     | Amie Song         | Université Columbia                            | États-Unis   |
| It's Not Time for Pop                     | Amit Vaknin       | Université de Tel Aviv                         | Israël       |

#### Courts métrages
| Titre                                            | Réalisation         | Pays               |
| ------------------------------------------------ | ------------------- | ------------------ |
| Volcelest                                        | Éric Briche         | France             |
| Ootidė                                           | Razumaitė Eglė      | Lituanie           |
| Sanki Yoxsan                                     | Azer Guliev         | Azerbaïdjan France |
| Les Belles Cicatrices                            | Raphaël Jouzeau     | France             |
| En route (Rrugës)                                | Samir Karahoda      | Kosovo             |
| Across the Waters                                | Viv Li              | Chine              |
| Une parfaite étrangeté (Perfectly a Strangeness) | Alison McAlpine     | Canada             |
| Thé (Tea)                                        | Blake Rice          | États-Unis         |
| Jaune (Amarela)                                  | André Hayato Saito  | Brésil             |
| L'Homme qui ne se taisait pas                    | Nebojša Slijepčević | Croatie            |
| Bad for a Moment (Mau Por Um Momento)            | Daniel Soares       | Portugal           |

#### Séances spéciales
| Titre                                                  | Réalisation                                        | Pays              |
| ------------------------------------------------------ | -------------------------------------------------- | ----------------- |
| La Belle de Gaza                                       | Yolande Zauberman                                  | France            |
| Apprendre                                              | Claire Simon                                       | France            |
| L'Invasion (The Invasion)                              | Sergueï Loznitsa                                   | Ukraine           |
| Ernest Cole, photographe (Ernest Cole, Lost and Found) | Raoul Peck                                         | États-Unis France |
| Le Fil                                                 | Daniel Auteuil                                     | France            |
| Spectateurs !                                          | Arnaud Desplechin                                  | France            |
| Lula                                                   | Oliver Stone                                       | États-Unis        |
| Nasty                                                  | Tudor Giurgiu, Cristian Pascariu, Tudor D. Popescu | Roumanie          |
| Chroniques chinoises (一部未完成的电影)                | Lou Ye                                             | Chine             |
| Olympiques ! La France des Jeux                        | Mickaël Gamrasni                                   | France            |

#### Séances Jeune Public
| Titre                            | Réalisation                       | Pays   |
| -------------------------------- | --------------------------------- | ------ |
| Sauvages !                       | Claude Barras                     | Suisse |
| Angelo dans la forêt mystérieuse | Vincent Paronnaud & Alexis Ducord | France |

#### Compétition immersive
| Titre                              | Réalisation                                                  | Pays                          |
| ---------------------------------- | ------------------------------------------------------------ | ----------------------------- |
| En amour                           | Claire Bardainne, Adrien Mondot & Laurent Bardainne          | France                        |
| Evolver                            | Barnaby Steel, Ersin Han Ersin & Robin McNicholas            | Royaume-Uni France États-Unis |
| Human Violins : Prelude            | Ioana Mischie                                                | Roumanie                      |
| Maya, Naissance d'une superhéroïne | Pouloumi Basu et CJ Clarke                                   | Royaume-Uni États-Unis France |
| Noire                              | Tania de Montaigne, Stéphane Foenkinos & Pierre-Alain Giraud | France Taïwan                 |
| Telos I                            | Dorotea Saykaly et Emil Dam Seidel                           | Canada Suède Danemark         |
| The Roaming                        | Mathieu Pradat                                               | France Luxembourg Canada      |
| Traversing the Mist                | Tung-Yen Chou                                                | Taïwan                        |

##### Hors-compétition
| Titre                           | Réalisation                                                         | Pays                                             |
| ------------------------------- | ------------------------------------------------------------------- | ------------------------------------------------ |
| Battlescar                      | Martin Allais et Nico Casavecchia                                   | France États-Unis                                |
| Empereur                        | Marion Burger et Ilan J.Cohen                                       | France Allemagne                                 |
| Gloomy Eyes                     | Fernando Maldonado et Jorge Tereso                                  | Argentine France États-Unis                      |
| Missing Pictures : Naomi Kawase | Clément Deneux                                                      | France Royaume-Uni Taïwan Luxembourg Royaume-Uni |
| Notes on Blindness              | Arnaud Colinart, Amaury La Burthe, Peter Middleton et James Spinney | France Royaume-Uni                               |
| Spheres                         | Eliza Mcnitt                                                        | États-Unis France                                |

#### Cannes Classics

##### Fictions
| Titre                                                    | Réalisation           | Pays                                                  |
| -------------------------------------------------------- | --------------------- | ----------------------------------------------------- |
| Tasio                                                    | Montxo Armendáriz     | Espagne                                               |
| Le Rose de la mer                                        | Jacques de Baroncelli | France                                                |
| Manthan                                                  | Shyam Benegal         | Inde                                                  |
| Quatre Nuits d'un rêveur                                 | Robert Bresson        | France                                                |
| Bona                                                     | Lino Brocka           | Philippines                                           |
| Les Parapluies de Cherbourg                              | Jacques Demy          | France                                                |
| Les Années déclic                                        | Raymond Depardon      | France                                                |
| Bye Bye Brasil                                           | Carlos Diegues        | Brésil                                                |
| Napoléon                                                 | Abel Gance            | France                                                |
| Viol en première page (Sbatti il mostro in prima pagina) | Marco Bellochio       | Italie                                                |
| Scénarios                                                | Jean-Luc Godard       | France, Japon                                         |
| Shanghai Blues                                           | Tsui Hark             | Hong Kong                                             |
| Les Sept Samouraïs                                       | Akira Kurosawa        | Japon                                                 |
| L'Armée des ombres                                       | Jean-Pierre Melville  | France                                                |
| Camp de Thiaroye                                         | Ousmane Sembène       | Sénégal                                               |
| Rosaura à dix heures (Rosaura a las 10)                  | Mario Soffici         | Italie                                                |
| Sugarland Express (The Sugarland Express)                | Steven Spielberg      | États-Unis                                            |
| Johnny s'en va-t-en guerre (Johnny Got His Gun)          | Dalton Trumbo         | États-Unis                                            |
| Gilda                                                    | Charles Vidor         | États-Unis                                            |
| Paris, Texas                                             | Wim Wenders           | États-Unis, Royaume-Uni, France, Allemagne de l'Ouest |
| Law and Order                                            | Frederick Wiseman     | États-Unis                                            |

##### Documentaires
| Titre                                                                            | Réalisation            | Pays         | Sujet                                               |
| -------------------------------------------------------------------------------- | ---------------------- | ------------ | --------------------------------------------------- |
| Jacques Rozier, d'une vague à l'autre                                            | Emmanuel Barnault      | France       | Jacques Rozier                                      |
| Elizabeth Taylor : Les Enregistrements perdus (Elizabeth Taylor: The Lost Tapes) | Nanette Burstein       | États-Unis   | Elizabeth Taylor                                    |
| Faye                                                                             | Laurent Bouzereau      | États-Unis   | Faye Dunaway                                        |
| Il était une fois Michel Legrand                                                 | David Hertzog Dessites | France       | Michel Legrand                                      |
| Jim Henson : l'homme aux mille idées                                             | Ron Howard             | États-Unis   | Jim Henson                                          |
| Walking in the Movies (Younghwa cheongnyeon dong-ho)                             | Lyang Kim              | Corée du Sud | Kim Dong-ho                                         |
| Jacques Demy, le rose et le noir                                                 | Florence Platarets     | France       | Jacques Demy                                        |
| François Truffaut, le scénario de ma vie                                         | David Teboul           | France       | François Truffaut                                   |
| Olympiques ! La France des Jeux,                                                 | Mickaël Gamrasni       | France       | Jeux olympiques, diffusé à l'occasion de Paris 2024 |

#### Cinéma de la Plage
Accès libre à tous les publics à 21 h 30 sur la plage Macé de la Croisette 43° 33′ 01″ N, 7° 01′ 19″ E
| Titre                                 | Réalisation                                       | Pays               | Année     | Durée          | Date            | Note                                |
| ------------------------------------- | ------------------------------------------------- | ------------------ | --------- | -------------- | --------------- | ----------------------------------- |
| Trainspotting                         | Danny Boyle                                       | Royaume-Uni        | 1995      | 94 min         | mardi 14 mai    | 4K restoration                      |
| Moi aussi Silex and the City, le film | Judith Godrèche Jean-Paul Guigue, Julien Berjeaut | France , Belgique  | 2024      | 17 min 80 min  | mercredi 15 mai | En présence de l'équipe des 2 films |
| My Way                                | Thierry Teston, Lisa Azuelos                      | France             | 2024      | 78 min         | jeudi 16 mai    | En présence de l'équipe du film     |
| After Hours                           | Martin Scorsese                                   | États-Unis         | 1985      | 97 min         | vendredi 17 mai | [ 19 ]                              |
| Transmitzvah                          | Daniel Burman                                     | Argentine          | 2024      | 100 min        | samedi 18 mai   | En présence de l'équipe du film     |
| Indigènes                             | Rachid Bouchareb                                  | France             | 2006      | 130 min        | dimanche 19 mai | En présence de Rachid Bouchareb     |
| Les Contes de Terremer Porco Rosso    | Gorō Miyazaki Hayao Miyazaki                      | Japon              | 2006 1992 | 115 min 93 min | lundi 20 mai    | Mini-nuit Ghibli                    |
| Exils                                 | Tony Gatlif                                       | France             | 2004      | 103 min        | mardi 21 mai    | En présence de Tony Gatlif          |
| Slocum et moi                         | Jean-François Laguionie                           | Luxembourg, France | 2024      | 75 min         | mercredi 22 mai | En présence de l'équipe du film     |
| Opération Condor                      | Jackie Chan                                       | Chine              | 1991      | 117 min        | jeudi 23 mai    | [ 19 ]                              |
| Les Neuf Reines                       | Fabián Bielinsky                                  | Argentine          | 2000      | 114 min        | vendredi 24 mai | [ 19 ]                              |
| Phantom of the Paradise               | Brian De Palma                                    | États-Unis         | 1974      | 90 min         | samedi 25 mai   | [ 19 ]                              |

### Quinzaine des cinéastes

#### Longs métrages
| Titre                                                                                    | Réalisation                             | Pays               |
| ---------------------------------------------------------------------------------------- | --------------------------------------- | ------------------ |
| Ma vie, ma gueule (film d'ouverture)                                                     | Sophie Fillières                        | France             |
| À son image                                                                              | Thierry de Peretti                      | France             |
| Noël à Miller's Point (Christmas Eve in Miller's Point)                                  | Tyler Taormina                          | États-Unis         |
| Desert of Namibia (Namibia no sabaku)                                                    | Yōko Yamanaka                           | Japon              |
| East of Noon (Sharq 12)                                                                  | Hala Elkoussy                           | Égypte             |
| Eat the Night                                                                            | Jonathan Vinel & Caroline Poggi         | France             |
| Eephus (En compétition pour la Caméra d’or)                                              | Carson Lund                             | États-Unis         |
| Gazer (En compétition pour la Caméra d’or)                                               | Ryan J.Sloan                            | États-Unis         |
| Anzu, chat-fantôme (Bakeneko Anzu-chan)                                                  | Yōko Kuno & Nobuhiro Yamashita          | Japon              |
| Good One (En compétition pour la Caméra d’or)                                            | India Donaldson                         | États-Unis         |
| Mongrel (En compétition pour la Caméra d’or)                                             | Chiang Wei Liang & You Qiao Yin         | Taïwan             |
| La Prisonnière de Bordeaux                                                               | Patricia Mazuy                          | France             |
| Savanna and the Mountain (A savana e a montanha)                                         | Pedro Carneiro                          | Portugal           |
| Sister Midnight                                                                          | Karan Kandhari                          | Inde               |
| Something Old, Something New, Something Borrowed (Algo viejo, algo nuevo, algo prestado) | Hernán Rosselli                         | Argentine          |
| La Chute du ciel (A queda do céu)                                                        | Eryk Rocha & Gabriela Carneiro da Cunha | Brésil             |
| The Hyperboreans (Los hiperbóreos)                                                       | Cristóbal León & Joaquín Cociña         | Chili              |
| Septembre sans attendre (Volveréis)                                                      | Jonás Trueba                            | Espagne            |
| Vers un pays inconnu (To A Land Unknown)                                                 | Mahdi Fleifel                           | Palestine Danemark |
| Une langue universelle (Universal Language)                                              | Matthew Rankin                          | Canada             |
| Les Pistolets en plastique (film de clôture)                                             | Jean-Christophe Meurisse                | France             |

#### Séances spéciales
| Titre                | Réalisation     | Pays     |
| -------------------- | --------------- | -------- |
| Histoires d'Amérique | Chantal Akerman | Belgique |

#### Courts métrages
| Titre                                          | Réalisation             | Pays           |
| ---------------------------------------------- | ----------------------- | -------------- |
| Après le soleil                                | Rayane Mcirdi           | France Algérie |
| Extremely Short (Totemo mijikai)               | Kōji Yamamura           | Japon          |
| Immaculata                                     | Kim Lêa Sakkal          | Liban          |
| Les Météos d'Antoine                           | Jules Follet            | France         |
| Mulberry Fields (Một lần dang dở)              | Nguyễn Trung Nghĩa      | Vietnam        |
| Our Own Shadow (Nuestra Sombra)                | Agustina Sánchez Gavier | Argentine      |
| The Moving Garden (O jardim em movimento)      | Inês Lima               | Portugal       |
| Travail très soigné (Very Gentle Work)         | Nate Lavey              | États-Unis     |
| Quand la terre se dérobe (Quando a terra foge) | Frederico Lobo          | Portugal       |

### Semaine de la critique

#### Longs métrages
| Titre                                                             | Réalisation                 | Pays       |
| ----------------------------------------------------------------- | --------------------------- | ---------- |
| Baby                                                              | Marcelo Caetano             | Brésil     |
| Blue Sun Palace (En compétition pour la Caméra d’or)              | Constance Tsang             | États-Unis |
| Julie se tait (Julie zwijgt) (En compétition pour la Caméra d’or) | Leonardo Van Dijl           | Belgique   |
| Gangs of Taïwan (Locust) (En compétition pour la Caméra d'or)     | Keff                        | Taïwan     |
| La Pampa (En compétition pour la Caméra d'or)                     | Antoine Chevrollier         | France     |
| Les Filles du Nil (ar) (Rafaat einy ll sama)                      | Nada Riyadh & Ayman El Amir | Égypte     |
| Simón de la montaña (es) (En compétition pour la Caméra d’or)     | Federico Luis               | Argentine  |

#### Courts métrages
| Titre | Réalisation                 | Pays        |
| --- | --------------------------- | ----------- |
| Alazar | Beza Hailu Lemma            | Éthiopie    |
| The Girl and the Pot (A menina e o pote)                                                                        | Valentina Homem             | Brésil      |
| My Senses Are All I Have to Offer (As minhas sensações são tudo o que tenho para oferecer)                      | Isadora Neves Marques       | Portugal    |
| Ce qu'on demande à une statue c'est qu'elle ne bouge pas (Αυτο που ζηταμε απο ενα αγαλμα ειναι να μην κινειται) | Daphné Hérétakis            | Grèce       |
| She Stays (Ella se queda)                                                                                       | Marinthia Gutiérrez Velazco | Mexique     |
| Montsouris | Guil Sela                   | France      |
| Absent (Noksan)                                                                                                 | Cem Demirer                 | Turquie     |
| Radikals | Arvin Belarmino             | Philippines |
| Supersilly | Veronica Martiradonna       | France      |
| Dancing in the Corner (Taniec w Narożniku)                                                                      | Jan Bujnowski               | Pologne     |

#### Séances spéciales

##### Longs métrages
| Titre                                                               | Réalisation          | Pays   |
| ------------------------------------------------------------------- | -------------------- | ------ |
| Les Fantômes (Film d'ouverture, en compétition pour la Caméra d'or) | Jonathan Millet      | France |
| La Mer au loin                                                      | Saïd Hamich Benlarbi | France |
| Les Reines du drame (En compétition pour la Caméra d'or)            | Alexis Langlois      | France |
| Animale (Film de clôture)                                           | Emma Benestan        | France |

##### Courts métrages
| Titre                                    | Réalisation                 | Pays    |
| ---------------------------------------- | --------------------------- | ------- |
| Les Fiancées du sud (Las novias del sur) | Elena López Riera           | Espagne |
| 1996 ou les malheurs de Solveig          | Lucie Borleteau             | France  |
| Sauna Day (Sannapäiv)                    | Anna Hints & Tushar Prakash | Estonie |

### Programmation ACID
| Titre                            | Réalisation                      | Pays                     |
| -------------------------------- | -------------------------------- | ------------------------ |
| Ce n'est qu'un au revoir         | Guillaume Brac                   | France                   |
| Château Rouge                    | Hélène Milano                    | France                   |
| Fotogenico                       | Marcia Romano et Benoit Sabatier | France                   |
| In Retreat                       | Maisam Ali                       | Inde France              |
| It Doesn't Matter                | Josh Mond                        | États-Unis France        |
| Kyuka - Before Summer's End      | Kostis Charamountanis            | Grèce Macédoine          |
| Mi Bestia                        | Camille Beltrán                  | Colombie France          |
| Los domingos mueren más personas | Iair Said                        | Argentine Italie Espagne |
| Un pays en flammes               | Mona Convert                     | France                   |

## Palmarès

### Palmarès officiel
| Prix                              | Attribué à                                                                     | Pays       |
| --------------------------------- | ------------------------------------------------------------------------------ | ---------- |
| Palme d'or                        | Anora de Sean Baker                                                            | États-Unis |
| Grand prix                        | All We Imagine as Light de Payal Kapadia                                       | Inde       |
| Prix de la mise en scène          | Miguel Gomes pour Grand Tour                                                   | Portugal   |
| Prix d'interprétation masculine   | Jesse Plemons dans Kinds of Kindness                                           | États-Unis |
| Prix d'interprétation féminine    | Zoe Saldaña, Selena Gomez, Karla Sofía Gascón et Adriana Paz dans Emilia Pérez | Mexique    |
| Prix du scénario                  | Coralie Fargeat pour The Substance                                             | France     |
| Prix du jury                      | Emilia Pérez de Jacques Audiard                                                | France     |
| Prix spécial                      | Les Graines du figuier sauvage (دانه انجیر مقدس) de Mohammad Rasoulof          | Iran       |
| Palme d'or du court métrage       | The Man Who Could Not Remain Silent de Nebojsa Slijepčević                     | Croatie    |
| Mention spéciale du court-métrage | Bad for a Moment de Daniel Soares                                              | Portugal   |
| Palme d'honneur                   | Meryl Streep                                                                   | États-Unis |
| Palme d'honneur                   | Studio Ghibli                                                                  | Japon      |
| Palme d'honneur                   | George Lucas                                                                   | États-Unis |

#### Caméra d'or
| Prix                               | Attribué à                                  | Pays    |
| ---------------------------------- | ------------------------------------------- | ------- |
| Caméra d'or                        | Armand de Halfdan Ullmann Tøndel            | Norvège |
| Mention spéciale de la Caméra d'or | Mongrel de Chiang Wei Liang et You Qiao Yin | Taïwan  |

#### Un certain regard
Les prix sont annoncés le 24 mai 2024.
| Prix                   | Attribué à                                   | Pays            |
| ---------------------- | -------------------------------------------- | --------------- |
| Prix Un certain regard | Black Dog de Guan Hu                         | Chine           |
| Prix du jury           | L'Histoire de Souleymane de Boris Lojkine    | France          |
| Meilleure réalisation  | Roberto Minervini pour Les Damnés            | Italie          |
| Meilleure réalisation  | Rungano Nyoni pour On Becoming a Guinea Fowl | Zambie          |
| Meilleur acteur        | Abou Sangaré dans L'Histoire de Souleymane   |                 |
| Meilleure actrice      | Anasuya Sengupta dans The Shameless          |                 |
| Prix de la jeunesse    | Vingt Dieux de Louise Courvoisier            | France          |
| Mention spéciale       | Norah de Tawfik Alzaidi                      | Arabie saoudite |

### Quinzaine des cinéastes
Les prix sont annoncés le 23 mai 2024,.
| Prix                 | Attribué à                               | Pays        |
| -------------------- | ---------------------------------------- | ----------- |
| Prix SACD            | Ma vie, ma gueule de Sophie Fillières    | France      |
| Label Europa Cinemas | Septembre sans attendre de Jonás Trueba  | Espagne     |
| Prix du public       | Une langue universelle de Matthew Rankin | Canada      |
| Carrosse d'or        | Andrea Arnold                            | Royaume-Uni |

### Semaine de la critique
Les prix sont annoncés le 22 mai 2024.
| Prix                                        | Attribué à                                                | Pays       |
| ------------------------------------------- | --------------------------------------------------------- | ---------- |
| Grand prix de la Semaine de la critique     | Simon de la montaña de Federico Luis                      | Argentine  |
| Prix French Touch du Jury                   | Blue Sun Palace de Constance Tsang                        | États-Unis |
| Prix Louis Roederer de la révélation        | Ricardo Teodoro dans Baby de Marcelo Caetano              | Brésil     |
| Prix SACD                                   | Leonardo Van Dijl et Ruth Becquart pour Julie Keeps Quiet | Belgique   |
| Aide Fondation Gan pour la diffusion        | Jour2Fête, distributeur français de Julie Keeps Quiet     | France     |
| Prix Découverte Leitz Cine du court métrage | Montsouris de Guil Sela                                   | France     |
| Prix Canal+ du court métrage                | Absent (Noksan) de Cem Demirer                            | Turquie    |

### Autres prix
| Prix                             | Prix                             | Attribué à                                                                                       | Pays               |
| -------------------------------- | -------------------------------- | ------------------------------------------------------------------------------------------------ | ------------------ |
| Prix FIPRESCI                    | Compétition                      | Les Graines du figuier sauvage (دانه انجیر مقدس) de Mohammad Rasoulof                            | Iran               |
| Prix FIPRESCI                    | Un certain regard                | L’Histoire de Souleymane de Boris Lojkine                                                        | France             |
| Prix FIPRESCI                    | Quinzaine des cinéastes          | Desert of Namibia (Namibia no sabaku) de Yōko Yamanaka                                           | Japon              |
| Prix du jury œcuménique          | Prix du jury œcuménique          | Les Graines du figuier sauvage (دانه انجیر مقدس) de Mohammad Rasoulof                            | Iran               |
| Prix du jury œcuménique          | Prix spécial du 50e              | Wim Wenders                                                                                      | Allemagne          |
| L'Œil d'or                       | Ex aequo                         | Ernest Cole, photographe (Ernest Cole, Lost and Found) de Raoul Peck                             | États-Unis/ France |
| L'Œil d'or                       | Ex aequo                         | Les Filles du Nil (Rafaat einy ll sama) de Nada Riyadh et Ayman El Amir                          | Égypte             |
| Prix François-Chalais            | Prix François-Chalais            | Les Graines du figuier sauvage (دانه انجیر مقدس) de Mohammad Rasoulof                            | Iran               |
| Queer Palm                       | Queer Palm                       | Trois kilomètres jusqu'à la fin du monde (Trei Kilometri Pana La Capatul Lumii) de Emanuel Pârvu | Roumanie           |
| Queer Palm                       | Queer Palm du court-métrage      | Les Fiancées du sud (Las novias del sur) d'Elena López Riera                                     | Espagne            |
| Prix de l'AFCAE                  | Prix de l'AFCAE                  | Les Graines du figuier sauvage (دانه انجیر مقدس) de Mohammad Rasoulof                            | Iran               |
| Prix de l'AFCAE                  | Mention spéciale                 | All We Imagine as Light de Payal Kapadia                                                         | Inde               |
| Cannes Soundtrack Award          | Disque d'or                      | Clément Ducol et Camille pour Emilia Pérez                                                       | France             |
| Prix de la Citoyenneté           | Prix de la Citoyenneté           | Bird de Andrea Arnold                                                                            | Royaume-Uni        |
| Prix du Cinéma positif           | Prix du Cinéma positif           | La Plus Précieuse des Marchandises de Michel Hazanavicius                                        | France             |
| Prix Ecoprod                     | Ex aequo                         | Le Roman de Jim de Arnaud et Jean-Marie Larrieu                                                  | France             |
| Prix Ecoprod                     | Ex aequo                         | Maria de Jessica Palud                                                                           | France             |
| Prix CST de l'Artiste-Technicien | Prix CST de l'Artiste-Technicien | Daria D'Antonio, cheffe opératrice image de Parthenope                                           | Italie             |
| Palme Dog                        | Palme Dog                        | Kodi dans Le Procès du chien                                                                     | France             |
| Palme Dog                        | Grand Prix du jury               | Xin dans Black Dog                                                                               | Chine              |
| Prix Pierre-Angénieux            | Prix Pierre-Angénieux            | Santosh Sivan                                                                                    | Inde               |
| Trophée Chopard                  | Révélation féminine              | Sophie Wilde                                                                                     | Australie          |
| Trophée Chopard                  | Révélation masculine             | Mike Faist                                                                                       | États-Unis         |